# Episymploce sulawesiensis
Episymploce sulawesiensis är en kackerlacksart som beskrevs av Roth, L. M. 1986. Episymploce sulawesiensis ingår i släktet Episymploce och familjen småkackerlackor. Inga underarter finns listade i Catalogue of Life.